# ウィニペグ・ブルーボマーズ

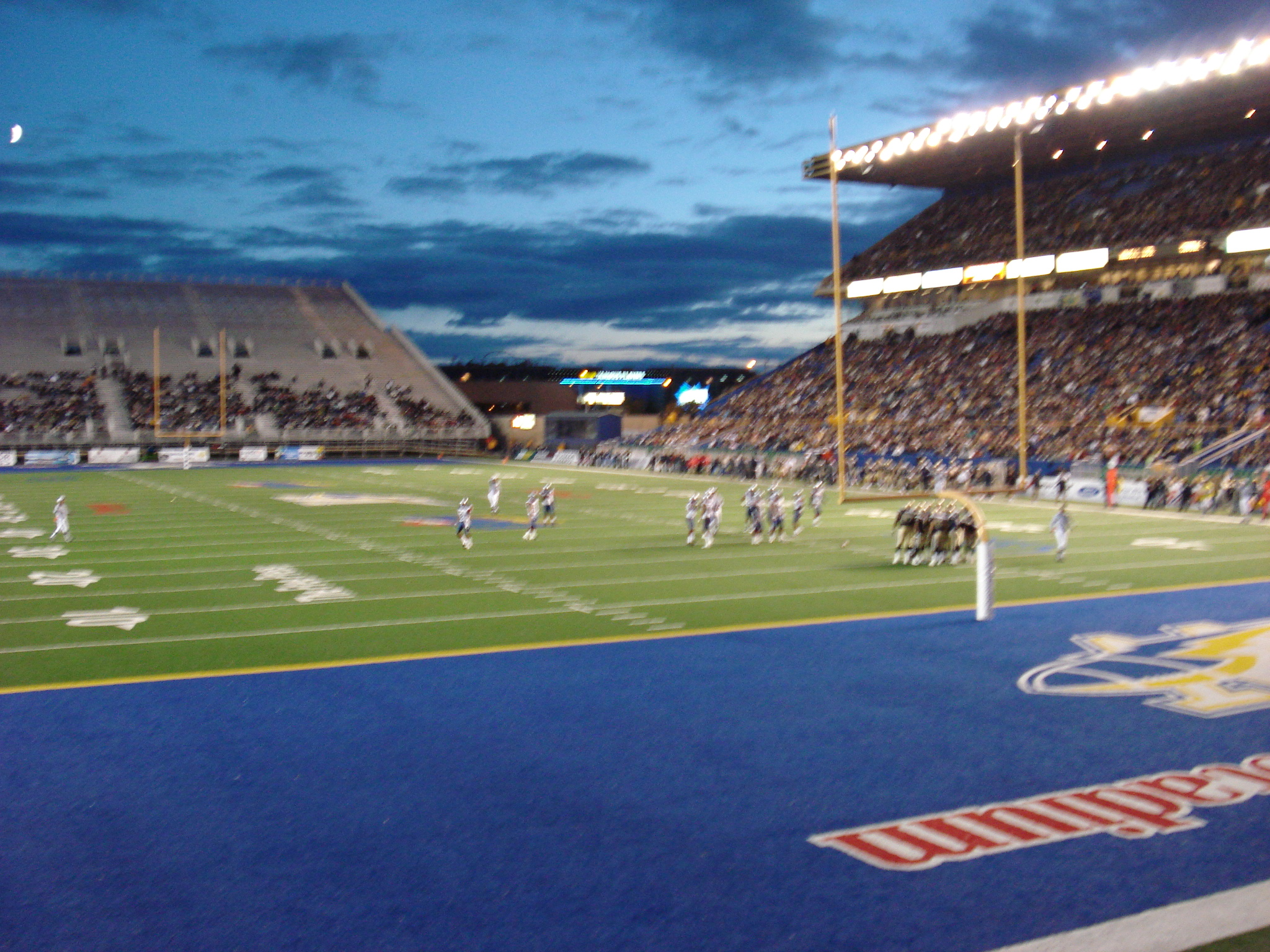
ブルーボマーズの試合

ウィニペグ・ブルーボマーズ（英語：Winnipeg Blue Bombers）は、カナダのマニトバ州ウィニペグを本拠地とするカナディアンフットボールのプロチーム。CFLのウエスト・ディビジョン（西地区）に属する。
1930年にウィニペグ・フットボールクラブ（Winnipeg Football Club）として創設されたチームで、オンタリオ州またはケベック州外のチームで初めてグレイ・カップを獲得（CFLリーグ優勝）した。グレイ・カップ優勝歴は、通算10回。本拠地スタジアムは、2012年までのカナッド・イン・スタジアムに代わり、2013年よりインヴェスターズ・グループ・フィールドを使用している。1935年にはオンタリオ州より西にあるチームとして初めてグレイ・カップを制覇した。

## 関連人物
- バド・グラント（英語版） - NFLミネソタ・バイキングスを4回スーパーボウルに導いたヘッドコーチ。1957年から1966年まで10年間ヘッドコーチ（1965年、1966年はGM兼任）としてグレイカップで4回優勝してカナディアン・フットボール・リーグ殿堂入りを果たしている。
- トミー・トンプソン（英語版） - NFLピッツバーグ・スティーラーズ、フィラデルフィア・イーグルスに所属していた選手。1953年に3試合に出場し、同年にバックフィールドコーチを務めた。
- マック・ヘロン - 身長5フィート5インチと低身長ながら活躍した選手。1970年から1972年まで3年間プレーした。後にNFLニューイングランド・ペイトリオッツでも活躍した。
- モンテ・キフィン - ディフェンスコーディネーターとしてNFLタンパベイ・バッカニアーズ時代の第37回スーパーボウルで優勝した。1965年に1年間プレーした。